# 찰라테낭고주

찰라테낭고 주의 위치

찰라테낭고주(스페인어: Chalatenango)는 엘살바도르 북서부에 위치한 주로 주도는 찰라테낭고이며 면적은 2,017km2, 인구는 204,808명(2013년 기준)이다. 34개 지방 자치체를 관할한다.

## 같이 보기
- 엘살바도르의 주